# Petra Schörkmayer
Petra Schörkmayer (Bruck an der Mur, 3 de octubre de 1971) es una deportista austríaca que compitió en ciclismo de montaña en la disciplina de campo a través. Ganó una medalla de bronce en el Campeonato Europeo de Ciclismo de Montaña en Maratón de 2002.

## Medallero internacional
| Campeonato Europeo | Campeonato Europeo      | Campeonato Europeo | Campeonato Europeo |
| Año                | Lugar                   | Medalla            | Competición        |
| ------------------ | ----------------------- | ------------------ | ------------------ |
| 2002               | Salzkammergut (Austria) | Medalla de bronce  | Campo a través     |